# Alain Soral
Alain Bonnet, més conegut com Alain Soral (2 d'octubre de 1958), és un assagista, cineasta i actor franco-suís.

## Biografia
Afirma haver estat un membre de la Partit Comunista Francès durant els anys 90, i que va deixar el partit per la seva poca vinculació revolucionària. Va donar suport al candidat d'esquerres Jean-Pierre Chevènement durant les Eleccions presidencials de 2002. Però en 2005, Soral va girar a l'ultradreta, unint-se al comitè de campanya del Front Nacional; va gestionar temes d'assumptes socials i suburbis sota l'autoritat de Marine Le Pen. El viratge ideològic de Soral ha portat a que se'l compari amb Jacques Doriot, un del neo-socialistes dels anys 1930 i posteriorment col·laboracionista durant l'etapa Pétain. El 2006, Soral va donar suport al Bloc identitari (Les identitaires). Posteriorment, Soral va treballar pel Front Nacional entre 2007 i 2009. Va deixar l'organització el 2009 al·legant que no comparteix la teoria que l'Islam sigui una amenaça genuïna per als francesos. Considera que aquesta amenaça suposada és instrumentalitzada pels interessos de l'establishment per resultar en un "enfrontament de civilitzacions".
Paral·lelament, va fundar la seva associació política pròpia, Égalité i Réconciliation (Igualtat i Reconciliació) amb anteriors membres del moviment d'ultradreta GUD. A més a més, va llançar una empresa editorial, KontreKulture, on sol publicar autors polèmics contemporanis. Al grup Égalité et Réconciliation promou un laboratori d'idees on barreja idees socials i econòmiques típiques de l'esquerra, i valors com família, nació, moralitat, més associades clàssicament a la dreta.
Alain Soral ha sigut regularment condemnat, incloent una sentencia de presó de 2019, per difamació racial o antisemítica, per foment de l'aversió racial, i per negacions de crims contra humanitat i per denegació de l'holocaust.

## Filmografia

### Actor
- 1996: Parfait Amour! de Catherine Breillat : Philippe
- 2012: L'antisémite de Dieudonné

### Director
- 1990: Chouabadaballet, une dispute amoureuse entre deux essuie-glaces (5 minutes)
- 1993: Les Rameurs, misère affective et culture physique à Carrière-sur-Seine (10 minutes)
- 2001: Confession d'un dragueur, avec Saïd Taghmaoui et Thomas Dutronc